# Kupari
Kupari (kroatisch Kupa für Dachziegel) ist ein Badeort in Kroatien. Der Ort liegt am südlichsten Ende der kroatischen Adriaküste bzw. südlich von Dubrovnik.
Aufgrund der Zerstörung des Großteils der Gebäude im jugoslawischen Krieg in Kroatien ist der Ort größtenteils verlassen.

## Geschichte
In Kupari wurden die Dachziegel der Stadt Dubrovnik in der Fabrik Kuparica hergestellt. Zur Zeit von Tito war es ein aufstrebender Touristenort in Jugoslawien. Kupari wurde wie Dubrovnik und andere Orte im Süden Kroatiens im Kroatienkrieg schwer durch die serbisch-montenegrinischen Truppen zerstört (siehe Schlacht um Dubrovnik). Zahlreiche prachtvolle Hotels wie etwa das „Grand Hotel Kupari“, „Hotel Pelegrin“ und das „Hotel Goricina“ wurden ausgeraubt, bombardiert und in Brand gesetzt. In Kupari findet sich einer der schönsten Strände in Kroatien. Weitere bekannte Badeorte wie etwa Cavtat, Mlini, Konavle oder Srebreno finden sich einen Steinwurf entfernt.

## Galerie

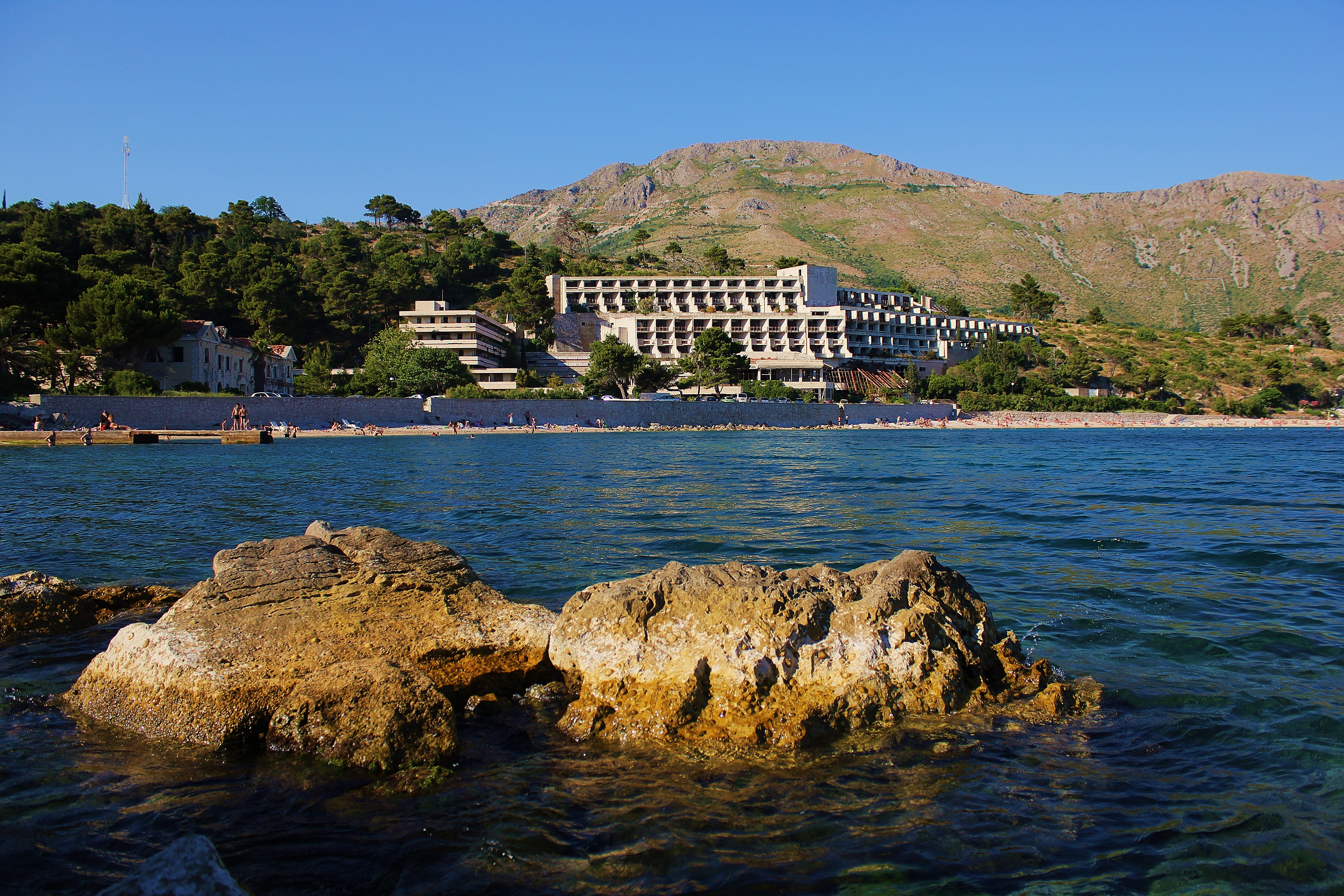
Kupari
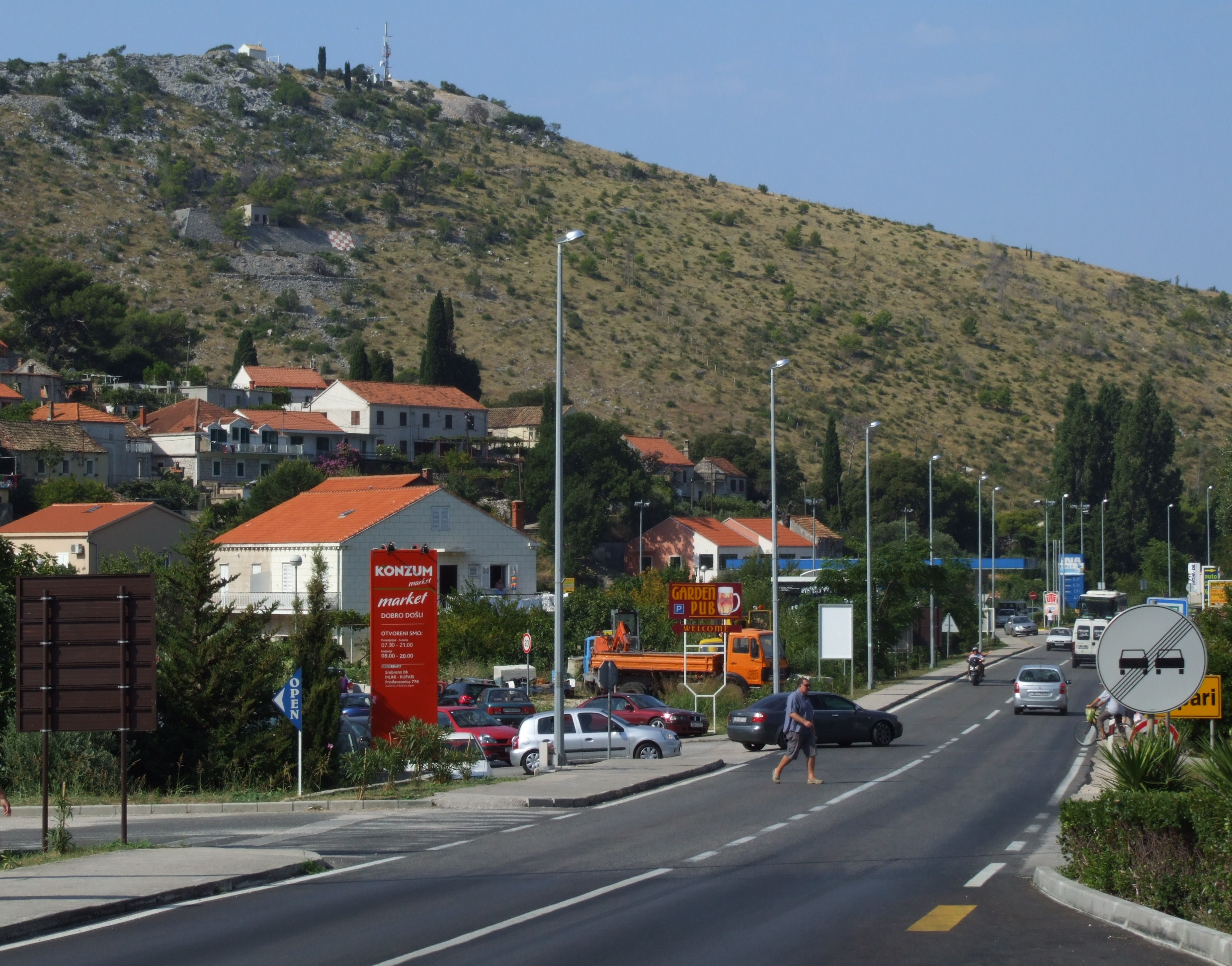
Kupari
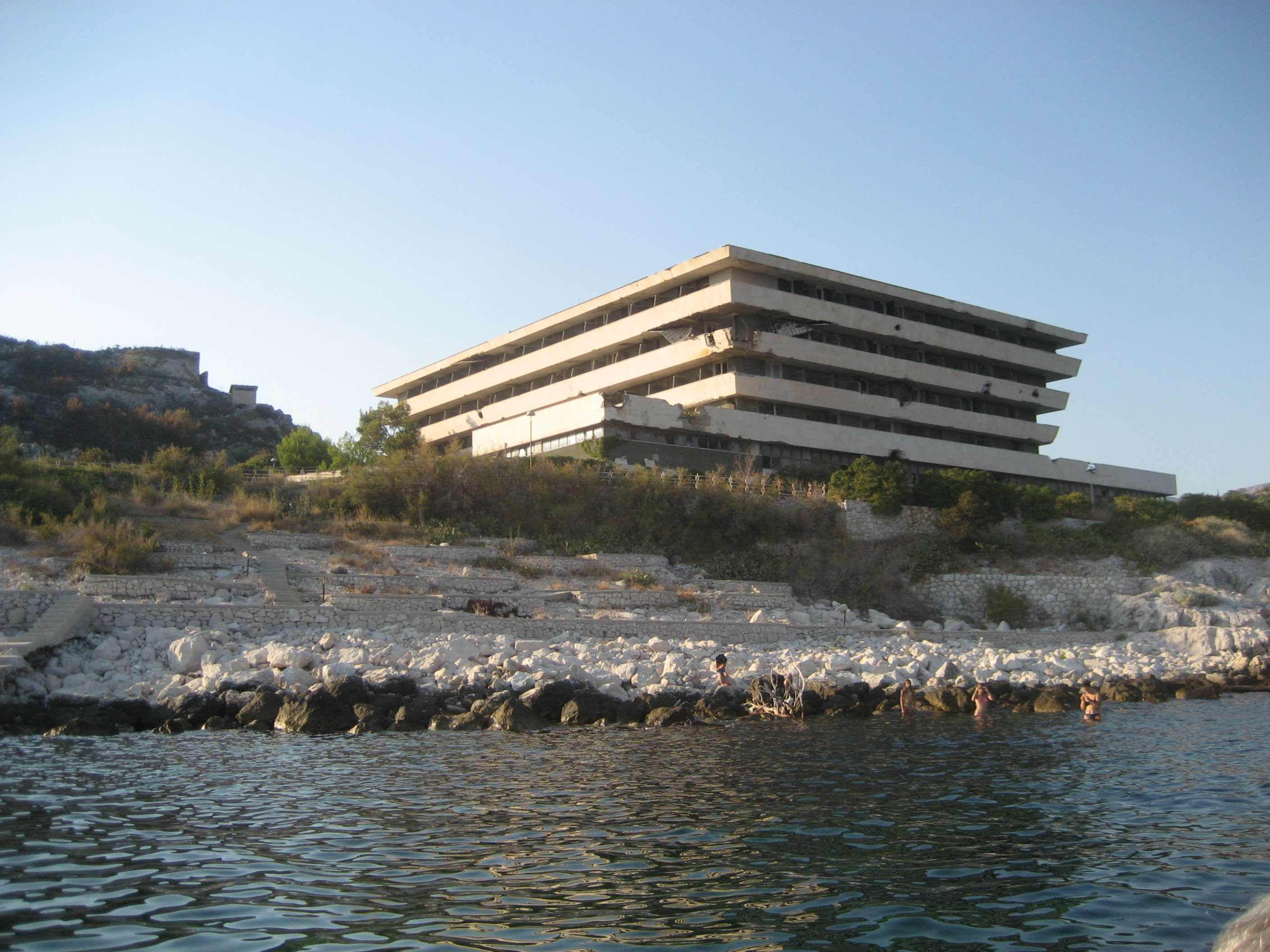
1991 zerstörtes Hotel Pelegrin in Kupari, südlich von Dubrovnik gelegen